# Gimme! Gimme! Gimme! (A Man After Midnight)
A Gimme! Gimme! Gimme! (A Man After Midnight) című dal a svéd ABBA 1979 augusztusában rögzített, és októberben megjelent kislemeze,mely stúdióalbumra nem került fel, csupán a Greatest Hits Vol. 2 című válogatásalbum 2. kimásolt kislemeze volt. A dalt az Észak-Amerikai és Európai turnéjuk ideje alatt mutatták be a nagyközönségnek.

## Eredeti verzió

### Története
A dalt Benny és Björn írták, és Agnetha énekel benne, aki egy magányos fiatal nő képét mutatja a dalban, aki egy romantikus kapcsolatra vágyik. Magányán az éjszaka tiltó sötétségének tekinti, párhuzamokat vetve arra, hogy a filmsztárok boldogsága annyira eltér saját létezésétől.
A dalt 1979 augusztusában Stockholmban, Svédországban, a Polar Music Stúdióban rögzítették, mely októberben jelent meg. A dalt az együttes az Észak-Amerikai és Európai turnéján mutatta be, és népszerűsítette.
Eredetileg az ABBA egy másik dalt, a Rubber Ball Man címűt rögzítette, melyben a klasszikus felállás élt. Fältskog és Anni-Frid énekelt. A dalt a csapat az 1979-es turnéja során elő is adta Under My Sun címen, majd a csapat úgy érezte, hogy jobb választás lenne a Gimme! Gimme! Gimme! (A Man After Midnight) című dal, a disco stílus jegyeit hordozva, biztos sikernek ígérkezett.

### Single változat
A dal 4:48 perces változatát a világ minden táján megjelentették, azonban az Egyesült Államokban és Kanadában 3:36 perces szerkesztett változatban jelent meg. Az eredeti nyitórész első felét eltávolították, majd a második és az utolsó kórus közötti hangszeres részének első felét vágták meg, és így elhalkul a dal. A dalt az amerikai kiadó vágta meg így, nem a  Polar kiadó, ezért az Amerikai és Kanadai megjelenés. Ez a változat sosem jelent meg egyetlen CD kiadáson sem, melyet a Polar / Universal eddig megjelentetett. A dal a Chiquitita-val együtt egy promóciós lemezen jelent meg az Atlantic kiadó gondozásában. 
A dal sosem jelent meg  Svédországban, a Polar Music kiadónál, hanem a Greatest  Hits Vol. 2 című válogatás albumra került fel először. A Polar a szomszédos Norvégiában, Dániában, és Finnországban kiadta a dalt kislemezen, azonban ezek nem voltak kaphatóak Svédországban. A dalt a brit Epic kiadón keresztül importálták Svédországba, ami ahhoz volt elegendő, hogy a dal 16. helyezett legyen a svéd kislemezlistán.

### Spanyol változat
A "¡Dame! ¡Dame! ¡Dame!" című spanyol nyelvű változat a Gracias Por La Música című Latin Amerikában és egyéb spanyol nyelvterületen megjelent albumon jelent meg.

## Fogadtatás
A dal az egyik legnagyobb sikere az együttesnek, mely az 1. helyezést érte el Belgiumban, Finnországban, Franciaországban, Írországban, Svájcban, valamint Top 3-as sláger volt Ausztriában, Németországban, az Egyesült Királyságban, Hollandiában és Norvégiában is. A dal Japánban is sikeres volt, ahol a 17. helyen végzett.

## Megjelenés
7"  Hollandia Polydor – 2001 919 
- A	Gimme! Gimme! Gimme! (A Man After Midnight)	4:45
- B	The King Has Lost His Crown	3:30

## Slágerlista

### Heti összesítés
| Slágerlista (1979–1980)                      | Legjobb helyezés |
| -------------------------------------------- | ---------------- |
| Ausztrália (Kent Music Report)               | 8                |
| Ausztria Ö3 Austria Top 40                   | 2                |
| Belgium Ultratop 50 Flanders                 | 1                |
| Európa (Eurochart Hot 100)                   | 1                |
| Finnország (Suomen virallinen lista)         | 1                |
| Németország Media Control Charts             | 3                |
| Írország IRMA                                | 3                |
| Japán (Oricon International Chart)           | 1                |
| Japán (Oricon Singles Chart)                 | 17               |
| Hollandia (Dutch Top 40)                     | 2                |
| Hollandia (Single Top 100)                   | 2                |
| Új-Zéland (Recorded Music NZ)                | 15               |
| Norvégia (VG-lista)                          | 2                |
| Svédország (Sverigetopplistan)               | 16               |
| Svájc (Schweizer Hitparade)                  | 1                |
| Egyesült Királyság (Official Charts Company) | 1                |

### Év végi összesítés
| Slágerlista (1979)             | Helyezés |
| ------------------------------ | -------- |
| Belgium (Ultratop 50 Flanders) | 32       |
| Franciaország (IFOP)           | 10       |
| Hollandia (Dutch Top 40)       | 42       |
| Hollandia(Single Top 100)      | 57       |

### Minősítések és eladások
| Ország                   | Minősítés | Eladások |
| ------------------------ | --------- | -------- |
| Franciaország (SNEP)     | arany     | 613.400  |
| Egyesült Királyság (BPI) | ezüst     | 250.000  |

## Feldolgozások
- A dalt a svéd A-Teens nevű együttes is feldolgozta, mely The ABBA Generation című albumukon hallható.
- A dal francia változatát 2002-ben a Star Academy is feldolgozta, mely L'Album című lemezükön található. A dal a francia kislemezlistán az 1. helyen szerepelt.[22]
- 2018. augusztus 18-án megjelent Cher feldolgozása is, mely a Mamma Mia! Sose hagyjuk abba című filmben is hallható.